# Temporal del Biobío de 2002
El temporal del Biobío de 2002 se produjo entre el 4 de agosto hasta el 12 de septiembre del año 2002 con fuertes precipitaciones caídas en las regiones Metropolitana de Santiago, del General Libertador Bernardo O'Higgins, del Maule, del Biobío, de la Araucanía y Los Lagos (también afecto territorio de la nueva Región de Los Ríos). De magnitud 9 en la escala de Beaufort.

## Damnificados
Durante el temporal hubo alrededor de 7000 personas afectadas, de ellas 7000 personas damnificadas, 126 heridos y 17 muertos.

## Problemas
Las fuertes lluvias han inundado poblaciones en las ciudades de Rancagua, Talca, Chillán y Concepción. Varios ríos han sobrepasado los distintos puentes que los cruzan por lo que el tránsito ha tenidos que ser detenido en diferentes horarios y lugares. Unas 10 000 personas quedaron aisladas, hubo cortes de luz, agua y teléfono, se suspendieron las clases en la Región del Maule, Región del Biobío y Región de la Araucanía.